# 田中健
田中健（1966年1月6日—）、日本東京江戶川區議會議員。東京都江戶川區出身，東京都立墨田川高等學校、千葉大學教育學部畢業。他曾加入日本新黨、民主黨。